# 志和池昭一郎
志和池 昭一郎（しわじ しょういちろう、1942年 - 1981年8月22日）は、出版プロデューサー。「ハウス・オブ・ハウス・ジャパン」社長。日本のシルクロードブームの火付け人となった人物である。

## 略歴・人物
宮崎県出身（志和池姓は宮崎県に多い苗字である）。趣味は海外旅行と蝶の採集で、特にアサギマダラが好きだったと言う。
幼い頃からケンカが強く、独特の魅力やカリスマ性にも溢れ、若様と言うあだ名で親しまれていた。また、若い頃から書画や骨董品の目利きも出来るほど洞察力に優れていたと言う。
明るく社交的な性格で交友関係が広く、永倉万治、篠山紀信、向田邦子、亀倉雄策といった著名な人物とも親交が深かった。特に永倉万治とは公私共に仲が良く、永倉が1973年の一時期「ハウス・オブ・ハウス・ジャパン」の社員だった事もあり、永倉が退社した後も志和池とは仕事やプライベートを通じて晩年まで親交が続いた。
1971年、東京都渋谷区に出版企画会社「ハウス・オブ・ハウス・ジャパン」を夫人と共に設立。以後、アジア地域や中東諸国を中心に頻繁に海外へ赴き、そこで得た経験を元に様々な企画に携わり、書物の出版や雑誌の随筆などを手がけた。
1976年に志和池自らが企画・出版した「アラビア半島」で出版業界に注目されて以来徐々に出版プロデューサーとしての頭角を現し始め、1980年に放送されたシリーズ・ドキュメンタリーの「NHK特集 シルクロード」や1981年7月に友人の一人だった篠山紀信と共に出版した「篠山紀信シルクロード」シリーズの企画などに携わり、当時の日本ではまだあまり知られていなかった中央アジアや中東諸国の民族や史跡、風景などを美しく取り上げた番組や写真集として日本中で大きな注目を集め、1980年代に起きた「シルクロードブーム」を作り上げた人物として有名になった。
しかし、それから間もない同年8月22日、向田を誘っての取材旅行中に、台湾苗栗県三義郷で遠東航空機墜落事故に遭い他界した。享年38。この事故では向田や志和池と共に同行していた義理の妹の秘書（当時26歳）と通訳担当の女性社員（当時24歳）も同時に亡くなっている。
元々は友人の向田を誘って中央アジアや中東諸国へのシルクロードの取材旅行をプロデュースする予定だったが、旅行会社の手違いでキャンセル扱いになってしまい、急遽台湾の史跡や美術館などを巡る旅行に切り替えたと言う。その取材旅行の途中で墜落事故に遭ってしまった。この旅行には永倉も通訳として同行する予定だったが、志和池が別にプロデュースしていた入江泰吉のポスター展「大和路」の仕事を任されていたために旅行に参加できず、結果として難を逃れている。
志和池の没後も「篠山紀信シルクロード」シリーズや1975年から1979年にかけて撮影を行い亀倉雄策と共に企画した「李朝の民画」と言った出版物を遺作として発行したものの、カリスマ的存在だった社長の志和池の死の影響は大きく、「ハウス・オブ・ハウス・ジャパン」は閉鎖を余儀なくされ、その後夫人は同じ渋谷区の代官山に「DOBIN亭」と言う居酒屋を開店した。没後13年目の1994年8月28日にはこの店で「志和池昭一郎をしのぶ会」が催されたが、その後「DOBIN亭」は閉店している。
後年永倉は、志和池について「彼は私なんかでは太刀打ちできないほどの大きなカリスマと人気を持った人物であり、東京キッドブラザーズの東由多加と双璧をなす存在であった」と賞賛している。

## 代表作
- アラビア半島（1976年）
- 篠山紀信シルクロードシリーズ
  - パキスタン・アフガニスタン・イラン : ヒンズークシュからペルセポリスへ（1981年7月）
  - エジプト : ルクソールからアレキサンドリアへ（1981年9月）
  - シリア・ヨルダン・イラク : パルミラからバグダッドへ（1982年1月）
  - トルコ・ギリシア・イタリア : イスタンブールからヴァチカンへ（1982年3月）
  - 韓国 : 済州島からソウルへ（1982年5月）
  - 日本 : 正倉院から対馬へ（1982年7月）
- 李朝の民画（編集・亀倉雄策） 上巻・下巻（1982年10月）